# Svenska fornsånger
Svenska fornsånger (Oude Zweedse liederen) is een Zweeds liedboek met historische volksliedjes, verzameld en uitgegeven door Adolf Ivar Arwidsson. De verzameling verscheen in drie delen, in 1834, 1837 en 1842. De eerste twee delen bevatten voornamelijk volksliederen, het derde deel voornamelijk liedjes met bijbehorende spelletjes.

## Achtergrond

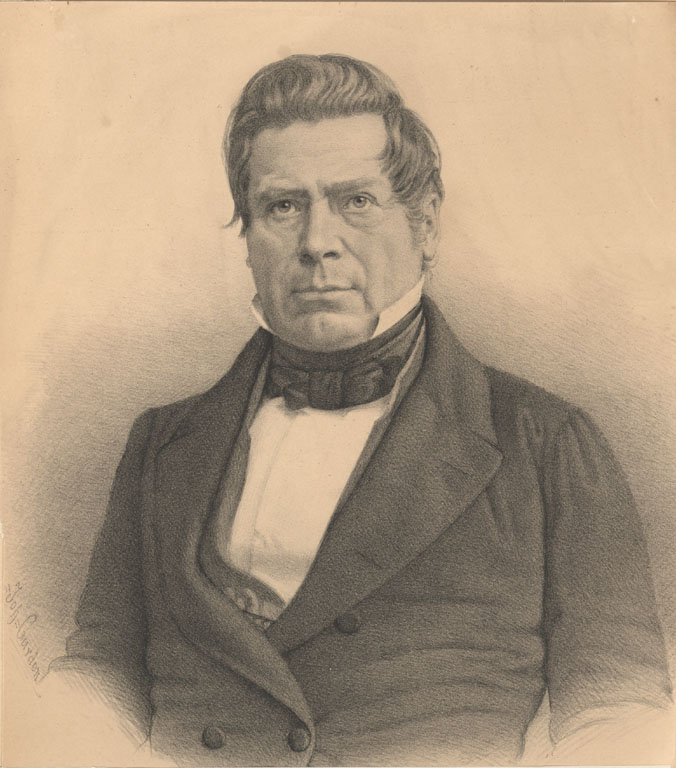
Adolf Arwidsson, samensteller van de liedbundel.

Adolf Arwidsson (1791-1858) was een Finse historicus en journalist, die in 1823 naar Zweden was geëmigreerd en daar bibliothecaris werd in de Koninklijke Bibliotheek in Stockholm.
Zijn liedboek Svenska fornsånger gaat voor een groot deel terug op een verzameling volksliederen van Leonhard Fredrik Rääf, maar Arwidsson heeft ook geput uit oudere liedboeken en verzamelingen van verschillende instellingen, zoals de Nationale Bibliotheek. Bovendien bevatte het eerste deel een verzoek om aanvullend materiaal door te sturen naar Arwidsson, waarvan hij een deel opnam in de latere delen. De opgenomen melodieën werden gearrangeerd door Erik Drake.
Er waren in Zweden al eerder liedboeken uitgegeven met historische liedjes, bijvoorbeeld Erik Gustaf Geijer en Arvid August Afzelius hadden in 1814–1816 de driedelige Svenska folk-visor från forntiden gepubliceerd. Adolf Arwidsson werkte echter een indeling van ballades uit, die later verder zou worden ontwikkeld door de Deen Svend Grundtvig (in zijn Danmarks gamle Folkeviser) tot het systeem dat grotendeels is aangehouden in latere uitgaven, zoals Sveriges Medeltida Ballader en The Types of the Scandinavian Medieval Ballad.

## Voorbeelden van liederen uitSvenska fornsånger
- De Tolf Starke Kämpar (de twaalf sterke vechters)
- Ulf den Starke
- Bergtrollet (de bergtrol)
- Den falske Riddaren (de valse ridder)
- Hertig Hillebrand
- Fröken Adelin
- Stolts Margaretha
- De Tva Konungadöttrarne (de twee koningsdochters)
- Kloster-Jungfrun
- Jungfrun i Gröna Lund
- Herr Elfver, Bergakonungen
- Riddaren och Hertigens Dotter